# Estádio Hongkou
O Estádio Hongkou (虹口足球场) é um estádio de futebol de multi-uso em Xangai, na China. É usado atualmente na maioria para jogos de futebol. O estádio tem uma capacidade de 35.000 pessoas. O estádio foi reconstruído em 1999 em cima do Estádio Hongkou anterior, que tinha 46 anos. É esperado que o estádio sedie a final da Copa do Mundo de Futebol Feminino de 2007.